# البرة اليمانية (كشر)

تعديل مصدري - تعديل

البرة اليمانية هي إحدى قرى عزلة الحماريين بمديرية كشر التابعة لمحافظة حجة، بلغ تعداد سكانها 303 نسمة حسب تعداد اليمن لعام 2004.